# エシュボルン
エシュボルン (ドイツ語: Eschborn, ドイツ語発音: [ɛʃˈbɔrn]) は、ドイツ連邦共和国ヘッセン州マイン＝タウヌス郡の市である。

## 地理

### 位置
エシュボルンは、ライン＝マイン地域のマイン＝タウヌス郡東端に位置する。エシュボルンはフランクフルト・アム・マインのゾッセンハイム区およびレーデルハイム区に隣接しており、フランクフルト都市圏に属している。フランクフルトのインネンシュタット区（中心市街）までは 7 km、フランクフルト空港までは 15 km の距離にある。エシュボルン地区の北に接するニーダーヘーヒシュタット区もエシュボルン市に属す。

### 隣接する市町村
エシュボルンは、北はクローンベルク・イム・タウヌスおよびシュタインバッハ (タウヌス)（ともにホーホタウヌス郡）、東と南は郡独立市のフランクフルト・アム・マイン、西はシュヴァルバッハ・アム・タウヌス（マイン＝タウヌス郡）と境を接している。

## 歴史
エシュボルンは、「Aschenbrunne」として 770年のロルシュ修道院への寄贈証明書に初めて記録されている。この地名は「トネリコの傍らの泉」を意味する。875年7月3日に洪水がこの村を破壊し、88人とすべての家畜が死亡した。エシュボルンの城塞は 11世紀に建設され、12世紀末から13世紀初めに頭角を現したエシュボルン家の所有となったが、本拠地はその後すぐにクローンベルクに移された。エシュボルンは帝国レーエンとしてクローンベルク家の所領となり、1704年に当家が断絶しマインツ選帝侯領となるまでその所領であり続けた。

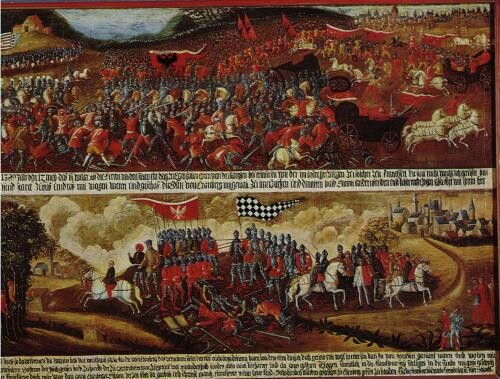
エシュボルンの戦い

1389年にエシュボルンの戦いが起こった。ライン都市同盟のプファルツ伯に対する戦いに伴って、フランクフルト市はクローンベルク騎士家とフェーデを戦った。クローンベルク軍は同盟軍（プファルツ伯やハーナウ家）の援助を受けてこの戦いに勝利し、フランクフルトの市長を含む多くの捕虜と引き替えに 73,000グルデンの身代金を得た。三十年戦争の際には、1622年にティリー伯とクリスティアン・フォン・ブラウンシュヴァイク＝ヴォルフェンビュッテルとの間で行われたヘーヒストの戦いによって城塞施設やその近郊の村が破壊された。
リュネヴィルの和約によって、クローンベルク家の所領は 1801年にナッサウ＝ウージンゲン侯が獲得した。1806年にクローンベルクとニーダーヘーヒシュタットはともにナッサウ＝ウジンゲン侯領一部として、ナッサウ＝ウージンゲン家の下で新たに創設されたナッサウ公国領に属すこととなった。この公領がプロイセンに併合された 1866年以後、エシュボルンとニーダーヘーヒシュタットはプロイセン王国領となった。ドイツ帝国の成立に伴い、エシュボルンは 1871年からドイツ国に属した。1874年8月19日、クローンベルガー鉄道のレーデルハイム - クローンベルク間が開通したことにより、エシュボルンは初めて鉄道路線で結ばれた。
1939年1月1日に軍用飛行場フランクフルト＝ゾッセンハイム飛行場（後にエシュボルン飛行場と呼ばれる）の建設が始まったが、結局この飛行場は完成しなかった。1930年代末に「シャーフヴァイデ」（ヒツジの放牧場）の別名で知られていたこの軍用飛行場は、最初は広大な草地にわずかな兵舎が建っているだけであったが、石造りのハンガーがいくつも造られ、そのうちの1つが現在も遺されている。司令部や付属建造物の多くは仮小屋の形で建設された。この飛行場は、「エシュボルン」の名称で全戦争期間を通じて運用された。ここでは軍用グライダー乗組員の養成教育が行われていた。1945年4月から同年5月の終戦までアメリカ軍の戦闘機部隊が駐留し、ここから対ドイツ戦に飛び立っていった。戦後エシュボルン空港は、当時まだ修復されていなかったフランクフルト・アム・マイン空港の代替飛行場として大きな重要性を担った。その後、フランクフルト・アム・マイン空港の再開に伴い、エシュボルン空港は閉鎖された。一部がシュヴァルバッハ市にかかるその敷地は、1992年までアメリカ軍（重機を有する工兵部隊）が駐屯するキャンプ・エシュボルンとして運用された。アメリカ軍撤退後は、市がこの土地を買い取り、キャンプ・フェニックス・パーク産業地域に再開発した。
第2ドイツテレビ (ZDF) は、初代総裁カール・フォルツァーマーの下、1963年4月1日にエシュボルンで業務を行ったが、その後すぐ1964年にヴィースバーデンへ、次いで1974年にマインツへ移転した。
1970年にエシュボルンは1200年祭を祝った。地域再編に伴って、1971年9月15日の合併協定に基づいて、1972年1月1日に隣接するニーダーヘーヒシュタットが合併した。2009年にドイツ取引所の電子計算機センターがエシュボルンに建設され、2010年に稼働を開始した。

## 行政

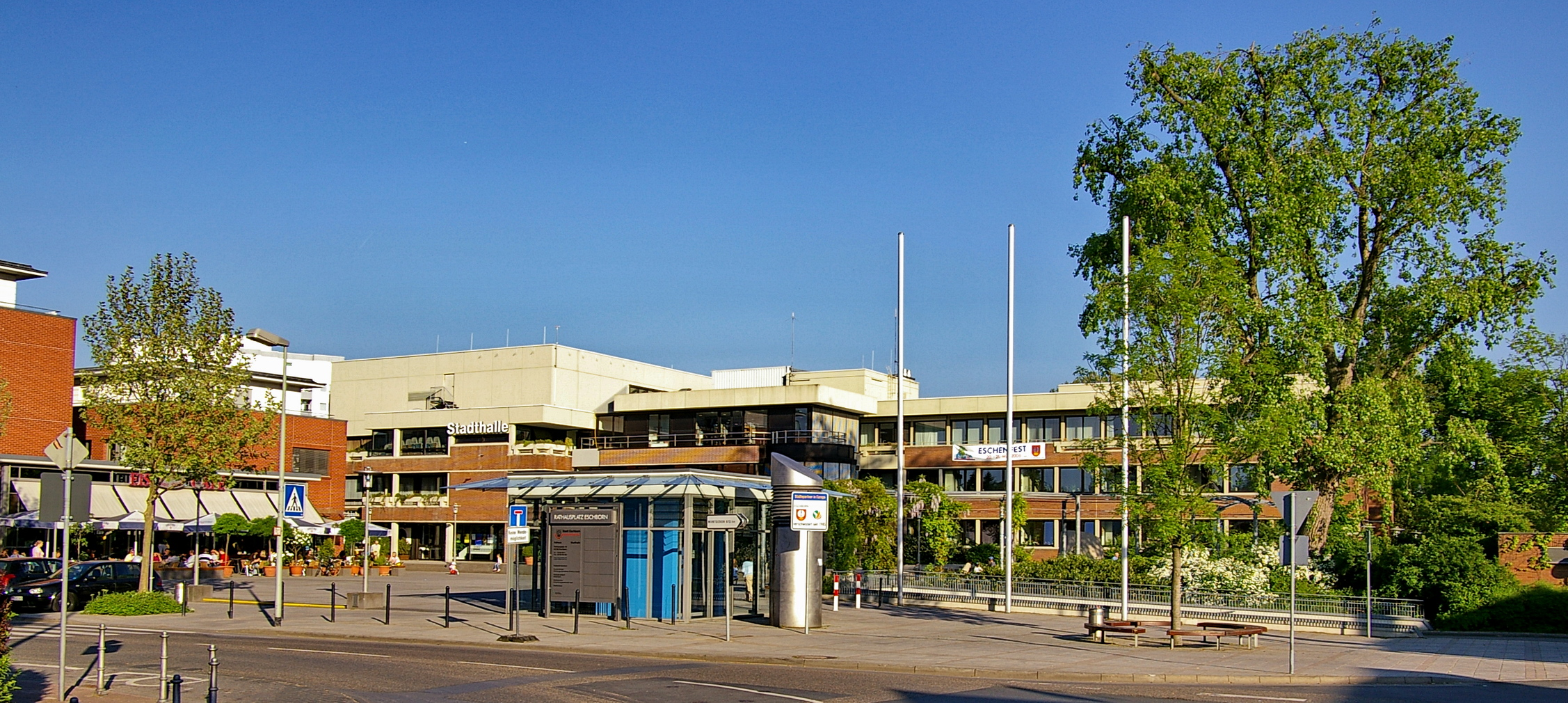
市庁舎と市立ホール

### 議会
エシュボルンの市議会は、37議席からなる。

### 首長
2020年2月16日からアドナン・シャイク (CDU）が市長を務めている。

### 紋章
紋章は赤地で、金の冠から生えた2枚の銀の翼。それぞれの中に青い小兜が4つずつ描かれている。現行の紋章は、1937年2月8日にプロイセン王国ヘッセン＝ナッサウ州知事によって認可された。

### 姉妹都市
- モンジュロン（フランス、エソンヌ県）1985年
- ポボア・デ・バルジン（ポルトガル、ポルト県）2010年
- Żabbar（マルタ）2010年

エシュボルンは、1985年にパリから約 17 km の距離にあるフランスの街モンジュロンと姉妹都市協定を結んだ。2001年にエシュボルン（ドイツ）、モンジュロン（フランス）、ポボア・デ・バルジン（ポルトガル）、Żabbar（マルタ）は、4都市間の友好都市協定を締結した。ポボア・デ・バルジン、Żabbarとは、2010年5月に公式に姉妹都市協定を締結した。

## 文化と見所

### 近郊型保養地

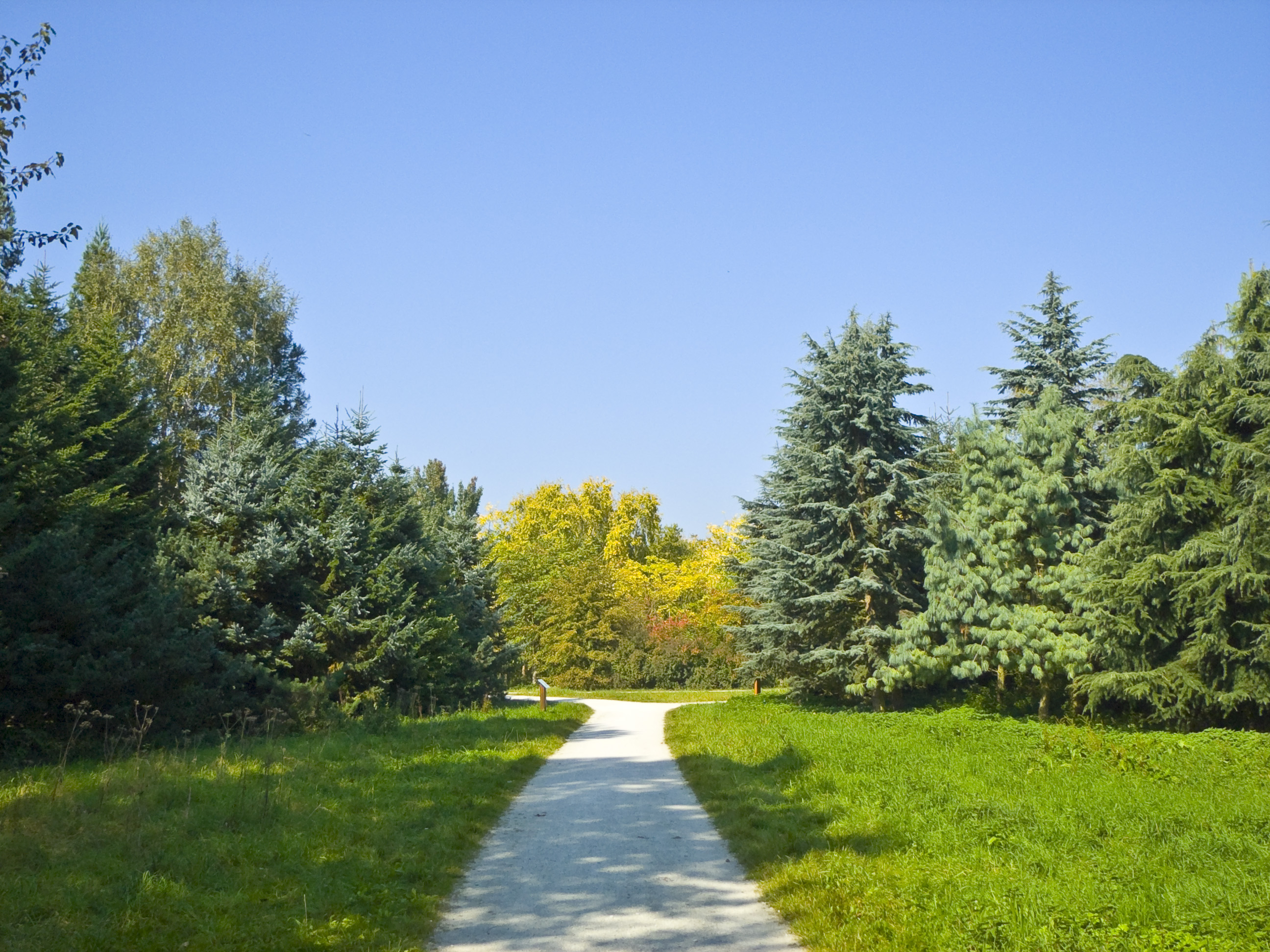
マイン＝タウヌス樹木園

#### フライツァイトパルク
エシュボルンを流れる唯一の小川であるヴェスターバッハ川沿いに「フライツァイトパルク」（余暇公園）がある。余暇公園は畑や牧草地、点在する果樹園の傍らにある。歩行者や自転車にとっては、エシュボルン市内の 2つの市区や隣接する街を結ぶ通路にもなっている。フライツァイトパルク・キルヒヴィーゼン（ニーダーヘーヒシュタットの基礎課程学校の裏を起点として）を通って、徒歩なら約 1時間でクローンベルクに行くことができる。フライツァイトパルク・ウンターヴィーゼン（エシュボルン駅の裏を起点とする）を通れば、フランクフルト＝レーデルハイムに至る。フライツァイトパルク・オーバーヴィーゼンは、ニーダーヘーヒシュタットとエシュボルンとの間に位置している。ここには廃車になったトラクターがアトラクションとして設置されており、「トラクターシュピールプラッツ」（トラクター遊戯広場）とも呼ばれている。

#### マイン＝タウヌス樹木園
マイン＝タウヌス樹木園は、広さ約 76 ha の樹木および灌木の植物園である。ここには、約 600 種の樹木や灌木があり、すべての種類が大地に植えられている。この樹木園はシュヴァルバッハ・アム・タウヌス、ズルツバッハ (タウヌス)、エシュボルンにまたがっている。多くの自転車道や遊歩道がこの樹木園を通っている。

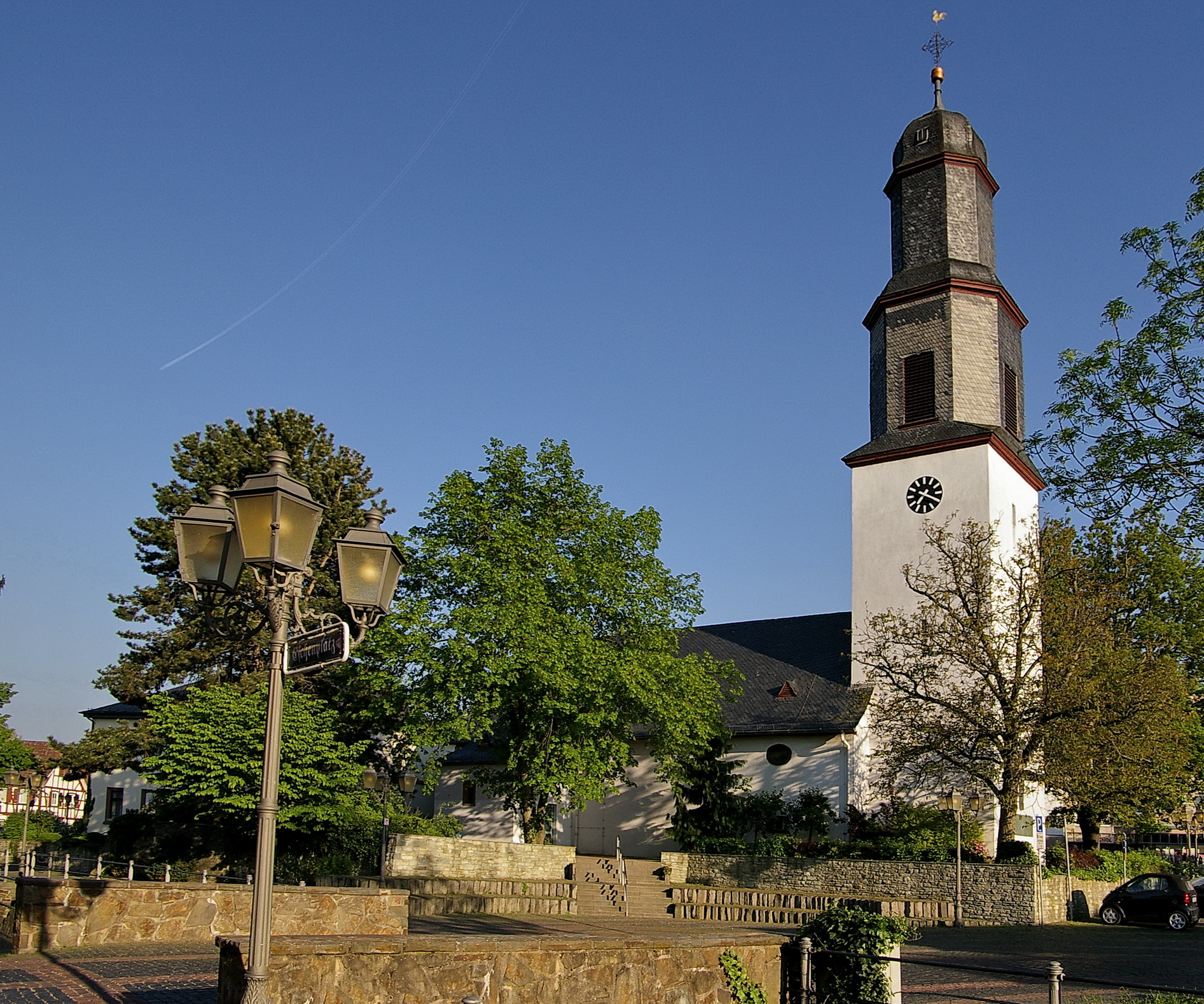
エシュボルンのプロテスタント教会

### 見所
- エッシェン広場に面した市立博物館（1989年から）には、以下の部門がある: エシュボルンの戦い（1389年）、アレマン時代の出土品（数多くの副葬品を伴う 4 - 5 世紀の墓地）、画家ハニー・フランケのコレクション。また、地元芸術家作品の入れ替え展示も行われている。たとえば、2012年には写真家アドルフ・ハクセルの写真展「エシュボルンの写真」が開催された[6]。
- プロテスタント教会
- カトリックの聖ニコラウス教会。この教会は1951年に完成した。設計は建築家ハインリヒ・ホルヴァーティンとカール・ルンメルの設計による。
- 「エシュボルンの椅子」は高さ 25 m で、ドイツ最大である。これは2005年11月に家具店が広告として造ったものである。世界最大の椅子はスペインのルセーナにある高さ 27 m のものである。

### エシュボルンの彫刻軸
「エシュボルンの彫刻軸」はエシュボルンの公共スペースに設置された 8 つの彫刻作品群である。6つの単独作品、「トラベル・ア・ヘッド」、「フーア」、「フェニックス」、「フルクルム」、「ドライ・ゾイレン」、「フェアザッツシュテュック」と1対の組作品である「アダムとイヴ」がある。
- トラベル・ア・ヘッド (Travel a Head): フローリアン・ボルケンハーゲン作。高さ 3 m のマホガニー製の頭像で、世界中を巡回した後、エシュボルンに設置された。北緯50度07分49秒 東経08度33分51秒 / 北緯50.13028度 東経8.56417度
- フーア (Hua): ペーター・ルンドバーグ作。流し込みコンクリートと特殊鋼で造られた大きなアーチ。2008年からシュヴァルバッハ通りとルートヴィヒ・エルハルト通りとの角に設置されており、街の入口の門を象徴している。北緯50度08分39秒 東経08度33分18秒 / 北緯50.14417度 東経8.55500度
- フェニックス (Phönix): オリヴァー・リッター作。ブロンズ製の像フェニックスは、2009年4月からキャンプ・フェニックス・パークに設置されている。北緯50度08分00秒 東経08度33分40秒 / 北緯50.13333度 東経8.56111度
- フルクルム (Fulcrum): ジョーン・レイモンド・ヘンリー作。2002年に製作されたこの作品はミカドの竹ひごを連想させる。北緯50度08分05秒 東経08度34分20秒 / 北緯50.13472度 東経8.57222度
- ドライ・ゾイレン (Drei Säulen): 作品名は直訳すると「3本の柱」。この作品は、Villa Luce のサマーワークの際に障害者たちによって制作された。1997年からプフィングストブルンネン通りの池の畔に設置されている。北緯50度08分49秒 東経08度33分43秒 / 北緯50.14694度 東経8.56194度
- フェアザッツシュテュック (Versatzstück): ティム・ウルリヒス作。作品名は直訳すると「舞台装置の置き道具」。北緯50度07分55秒 東経08度33分47秒 / 北緯50.13194度 東経8.56306度
- アダムとイヴ (Adam und Eva): アダムとイヴは1対のブロンズ像で、1998年から市庁舎に設置されている。北緯50度08分26秒 東経08度34分23秒 / 北緯50.14056度 東経8.57306度

8番目の作品はギーゼラ・ヴェーバーの作品だが、造形が施されていない。この芸術作品は、マイン左岸の塊状の角石で北緯50度08分44秒 東経08度33分46秒 / 北緯50.14556度 東経8.56278度にある。
- トラベル・ア・ヘッド
- フーア
- フェニックス
- フルクルム
- ドライ・ゾイレン
- フェアザッツシュテュック
- アダムとイヴ、アダム
- アダムとイヴ、イヴ

### 年中行事
- 春祭: ヴィーゼン広場での小規模な教会祭
- エッシェン祭: 初夏、5月または6月にエッシェン広場にて地元のサークルの主催で開催される。
- ニーダーヘーヒストの市: 2年に1度（偶数年）の夏に、ニーダーヘーヒシュタットのメインストリート沿いで開催される。
- ヴィーゼン祭: ヴィーゼン広場での大きな教会祭
- サマータイム: 音楽ライブやビアガーデンが開かれる夏祭り。日によって様々な場所（たとえば、VRリージング、ハインリヒ＝フォン＝クライスト＝シューレ、ジュート＝ヴェスト公園）が会場となる。
- エッシェン広場のクリスマスマーケット

### スポーツ
エシュボルンで最も成功したクラブの1つがサッカークラブの「1. FC エシュボルン 1930」だが、2006年1月以降は債務超過に陥っている。
もう1つの成功したクラブが、テニスクラブの「テニス 65 エシュボルン」である。レギオナルリーガ、ランデスリーガ、ベツィルクスクラッセ、クライスリーガに多くのチームを有するほか、ドイツ・チャンピオンも輩出している。男子55歳以上のチームは、2010年と2011年にこのクラスのドイツ・チャンピオンとなった。
「TuRa ニーダーヘーヒシュタット」と「トゥルンフェライン・エシュボルン 1888」が本市の 2大クラブであり、数多くのクラブが多彩なスポーツ種目を補っている。
2つの市区の間に、1970年代の初めに屋内・屋外プールが設けられた。このヴィーゼンバートは、1年間の補修工事を経て 2001年9月1日に再オープンした。ここにはサウナ室や、それぞれ 25 m コースの屋内プールおよび屋外プールがある。
またエシュボルンは、毎年5月1日に開催されるサイクルロードレースの大会であるエシュボルン=フランクフルトのスタート地点である。
2011年に第50回が開催されたこの伝統あるレースは、2008年までは「ルント・ウム・デン・ヘニンガー＝トゥルム」として知られていた。これ以後、スポンサーの変更に伴って、「エシュボルン＝フランクフルター・シティー・ループ」を経て現在の「ルント・ウム・デン・フィナンツプラッツ・エシュボルン＝フランクフルト」と改称された。
同レースはトップカテゴリーであるUCIワールドツアーに属するレースの為にハイレベルなレースとなる。

## 経済と社会資本

### マイン＝タウヌス郡の構成要素としてのエシュボルン
フランクフルトに隣接するエシュボルンは経済的に豊かな街で、いわゆる「シュペックギュルテル」（直訳すると「贅肉の帯」）の一部である。これは多くの都市計画に反映されている。また、エシュボルン市はマイン＝タウヌス郡の分担金の約半分を出資している。

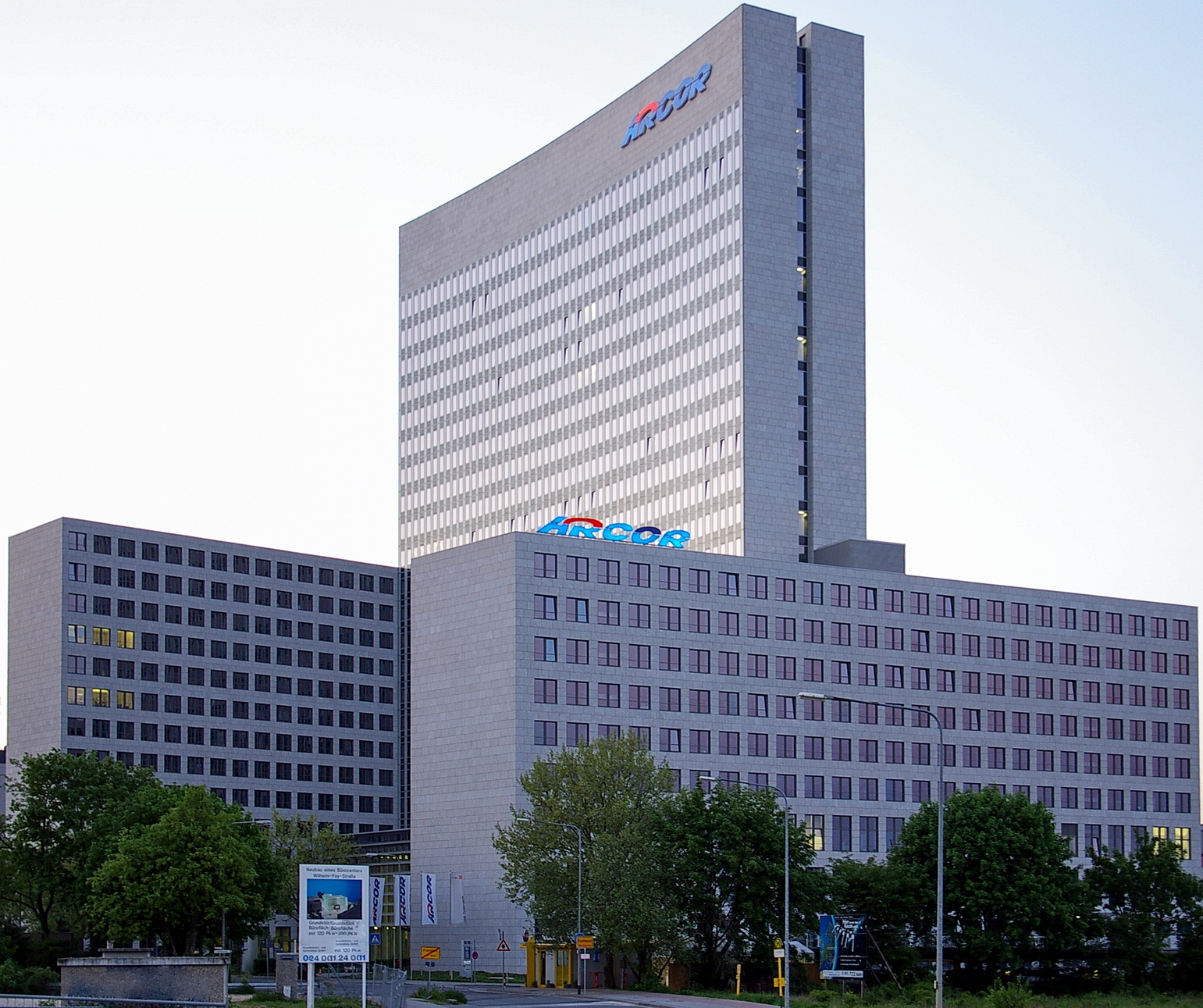
エシュボルンのボーダフォン（旧Arcor）

### 地元企業と官公庁
エシュボルンは、フランクフルトに近いことなどから、約 3万人分の職場がある（2011年現在）。職場は主に南産業地域や、東部および西部の問屋・小売業者地域に集中している。企業の約 90 % がサービス業者であり、たとえばボーダフォン（旧 Arcor）、ドイツ銀行、VR レージング（レンタル業者）、ジーメンス、ドイツ・テレコム、アーンスト・アンド・ヤング、IBM、テケム（エネルギー供給会社、不動産業者）、ランスタッド・ドイチュラントがある。
また、以下の官公庁がある。
- 連邦経済および輸出管理局 (BAFA)

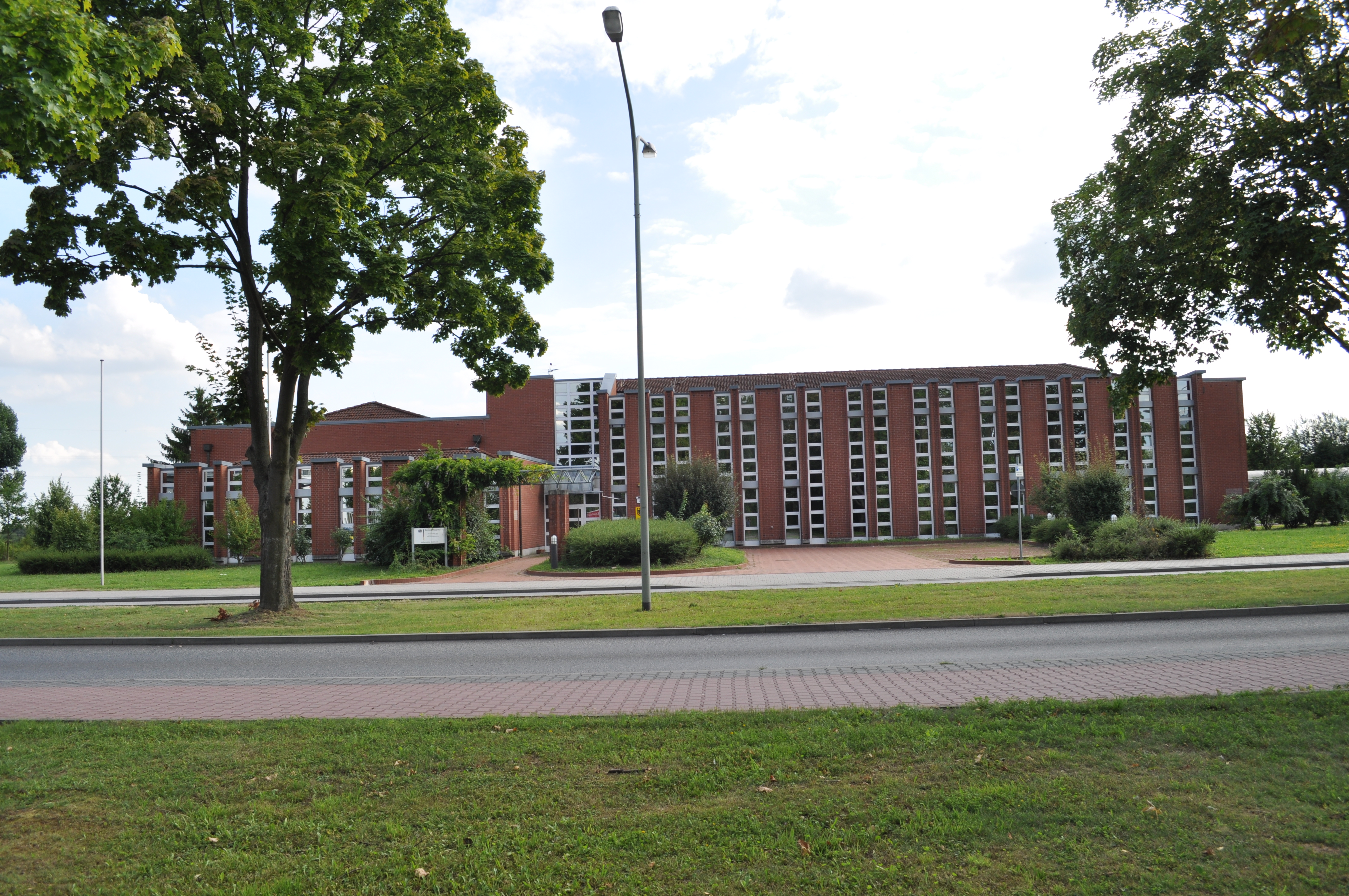
連邦ネットエージェント

- 連邦ネットエージェント（旧 RegTP、ヘッセン支局）
- 連邦会計検査院
- ドイツ国際共同体（GIZ、旧 GTZ）
- ヘッセン国外難民救済宿舎（HGU、1981年6月15日から2005年4月1日まで存在した）
- ドイツ経済の合理化およびイノベーションセンター (RKW)
- SSP ドイチュラント
- TÜV ヘッセン
- ABDA - ドイツ薬局連盟連邦協会

この他に、数多くのコンサルタント、マーケティング、ソフトウェア関連の会社がある。家具会社のマン・モビーリアは、エシュボルンに大きな支社を置いている。オイレスとは1974年に設立されたレストラン経営の会社である。
フランクフルトにあるドイツ取引所の関連企業の多くがエシュボルン南産業地域に移転するという発表は、地元の大きな注目を集めた。2010年にはすでにドイツ取引所関連会社の多くが新たに建設されたエシュボルンの建物に移転した。この移転の理由は、財政上の利点にある。特に営業税の税率が隣のフランクフルト・アム・マインでは 460 % であるのに対し、エシュボルンでは 280 % と明らかに低率である。ただし、ドイツ取引所の公式な所在地はフランクフルト・アム・マインのままである。
かつてエシュボルンにドイツ本社を置いていた有名企業としては、ゲオルク・フォン・オペル・グループやアーサー・アンダーセンがある。

### メディア
エシュボルンには、専らあるいは主にこの街で発行されている 2つの印刷メディアがある。隔週刊の「エシュボルナー・ナハリヒテン」と週刊の「エシュボルナー・シュタットシュピーゲル」である。これらの出版物とは別に、2つのローカル・オンラインメディア「エシュボルナー・ツァイトゥング」と「エシュボルナー・シュタットマガツィーン」がある。地元紙の、ヘヒスター・クライスブラット、フランクフルト・ルントシャウ、フランクフルター・アルゲマイネ・ツァイトゥングが上記の4つのメディアを補完している。

### 学校
エシュボルンには 4つの学校がある。
- ハルトムートシューレ（基礎課程学校）[13]
- ジュート＝ヴェスト＝シューレ（基礎課程学校）[14]
- ヴェスターバッハ＝シューレ（基礎課程学校）[15]、ニーダーヘーヒシュタット
- ハインリヒ＝フォン＝クライスト＝シューレ（ギムナジウム上級学年を含む総合学校）[16]

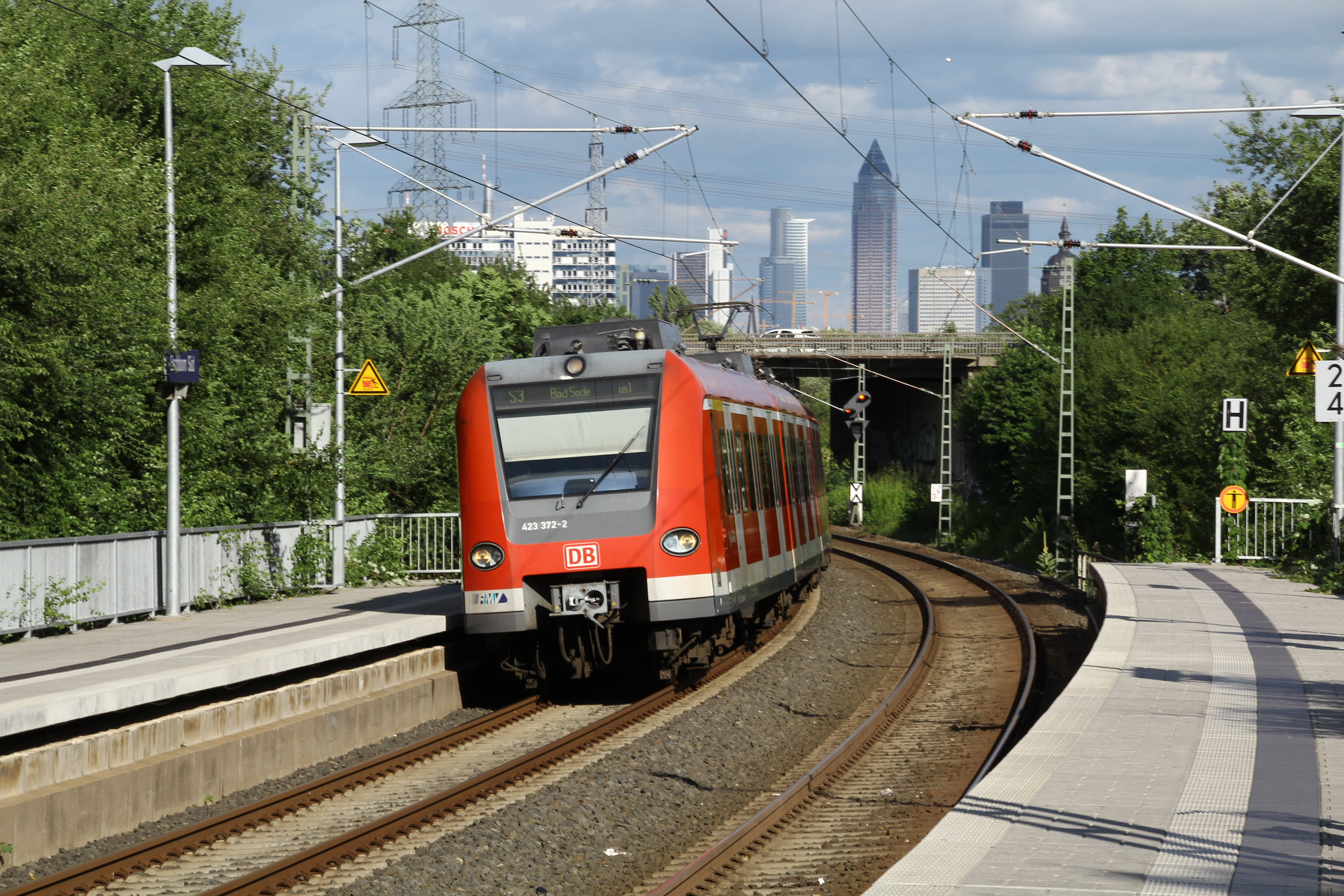
エシュボルン南駅に到着するS3号線の列車

### 交通
アウトバーン A66号線および A5号線の最寄りのインターチェンジは、約 1.5 km の距離にある。SバーンのS3号線とS4号線がエシュボルンを通って（エシュボルン南駅、エシュボルン駅、ニーダーヘーヒシュタット駅）、フランクフルト中心街に直接乗り入れている。
2013年初めからフランクフルトの交通局は、Uバーン 7号線をエシュボルンまで延伸することを検討している。さらにフランクフルト交通局はこのプロジェクトの具体的な試案作りをすでに委託している。現在（2022年12月）Uバーン 7号線はプラウンハイムのヘールシュトラーセ駅までである。このプロジェクトは、エシュボルン市長によれば「エシュボルンの立場を一層強化する」ものである。プロジェクトの精確なスケジュールはまだ示されていない。ホーホタウヌス郡の緑の党は、U7号線を延伸し、シュタインバッハとクローンベルクに駅を設けることを公約に掲げた。ホーホタウヌス郡のオーバーウルゼル市はすでに以前から Uバーン 3号線によってフランクフルトの地下鉄網と結ばれている。

## 人物

### ゆかりの人物
- ハインリヒ・フォン・クライスト（1777年 - 1811年）劇作家、ジャーナリスト。1795年2月25日に若い少尉としてエシュボルンに宿営した。ここから姉宛に 2通の手紙を書いている。この街のギムナジウムを含む総合学校は、彼にちなんで「ハインリヒ＝フォン＝クライスト＝シューレ」と名付けられている。
- ローラント・コッホ（1958年 - ）政治家、ヘッセン州首相（1999年 - 2010年）。エシュボルンで育ち、現在この街に住んでいる。

## 引用
1. ↑  Hessisches Statistisches Landesamt: Bevölkerung in Hessen am 31.12.2023 (Landkreise, kreisfreie Städte und Gemeinden, Einwohnerzahlen auf Grundlage des Zensus 2011)]
2. ↑  Max Mangold, ed (2005). Duden, Aussprachewörterbuch (6 ed.). Dudenverl. p. 313. ISBN 978-3-411-04066-7
3. ↑  Erlass des Hessischen Ministers des Innern vom 23. April 1970 ― IV A 22 ― 3 k 08/03 ― 1/70 ― Betrifft: Verleihung des Rechts zur Führung der Bezeichnung „Stadt“ an die Gemeinde Eschborn, Main-Taunus-Kreis (StAnz. 19/1970 p. 926)
4. ↑  2011年3月27日の市議会議員選挙結果、ヘッセン州統計局（2013年5月31日 閲覧）
5. ↑  “Amtseinführung von Adnan Shaikh als Bürgermeister”. 2020年7月26日閲覧。
6. ↑  Fotografisches Gedächtnis eines Dorfes, Frankfurter Allgemeine Zeitung 2012年4月4日付け、第46面
7. ↑  [_id_inhalt=58155 Gewerbesteuer]，Frankfurt am Main（2013年6月5日 閲覧）
8. ↑  Wachstum und Arbeit, Eschborn（2013年6月5日 閲覧）
9. ↑  Eschborn Online（2013年6月5日 閲覧）
10. ↑  Höchster Kreisblatt（2013年6月5日 閲覧）
11. ↑  Frankfurter Rundschau（2013年6月5日 閲覧）
12. ↑  Frankfurter Allgemeine Zeitung für Deutschland（2013年6月5日 閲覧）
13. ↑  Hartmutschule（2013年6月6日 閲覧）
14. ↑  Grundschule Süd-West（2013年6月6日 閲覧）
15. ↑  Westerbach-Schule（2013年6月6日 閲覧）
16. ↑  Heinrich-von-Kleist-Schule（2013年6月6日 閲覧）
17. ↑  ÖPNV: U-Bahn nach Eschborn, Frankfurter Rundschau 2013年1月24日付け（2013年6月6日 閲覧）